# Tirreno-Adriatico 2005
La Tirreno-Adriatico 2005, quarantesima edizione della corsa, si svolse in sette tappe dal 9 al 15 marzo 2005 e affrontò un percorso totale di 1227,4 km con partenza da Civitavecchia e arrivo a San Benedetto del Tronto. Fu vinta dallo spagnolo Óscar Freire della Rabobank si impose in 32h37'19".

## Tappe
| Tappa  | Data     | Percorso                      | km     | Vincitore di tappa  | Leader cl. generale |
| ------ | -------- | ----------------------------- | ------ | ------------------- | ------------------- |
| 1ª     | 9 marzo  | Civitavecchia > Civitavecchia | 160    | Alessandro Petacchi | Alessandro Petacchi |
| 2ª     | 10 marzo | Civitavecchia > Tivoli        | 181    | Óscar Freire        | Óscar Freire        |
| 3ª     | 11 marzo | Tivoli > Torricella Sicura    | 228    | Óscar Freire        | Óscar Freire        |
| 4ª     | 12 marzo | Teramo > Servigliano          | 160    | Óscar Freire        | Óscar Freire        |
| 5ª     | 13 marzo | Saltara > Saltara             | 170,4  | Servais Knaven      | Óscar Freire        |
| 6ª     | 14 marzo | Civitanova Marche             | 164    | Alessandro Petacchi | Óscar Freire        |
| 7ª     | 15 marzo | San Benedetto del Tronto      | 164    | Alessandro Petacchi | Óscar Freire        |
| Totale | Totale   | Totale                        | 1227,4 |                     |                     |

## Squadre e corridori partecipanti
Presero parte alla prova le venti squadre con licenza UCI ProTeam. Ammesse tramite l'assegnazione di wild-card furono Acqua & Sapone-Adria Mobil, Ceramiche Panaria-Navigare, Naturino-Sapore di Mare.
| N.      | Cod. | Squadra                          |
| ------- | ---- | -------------------------------- |
| 1-8     | QST  | Quick Step-Innergetic            |
| 11-18   | A&S  | Acqua & Sapone-Adria Mobil       |
| 21-28   | BTL  | Bouygues Télécom                 |
| 31-38   | PAN  | Ceramiche Panaria-Navigare       |
| 41-48   | COF  | Cofidis, le Crédit par Téléphone |
| 51-58   | C.A  | Crédit Agricole                  |
| 61-68   | DVL  | Davitamon-Lotto                  |
| 71-78   | DSC  | Discovery Channel                |
| 81-88   | SDM  | Domina Vacanze                   |
| 91-98   | EUS  | Euskaltel-Euskadi                |
| 101-108 | FAS  | Fassa Bortolo                    |
| 111-118 | FDJ  | La Française des Jeux            |

| N.      | Cod. | Squadra                        |
| ------- | ---- | ------------------------------ |
| 121-128 | GST  | Team Gerolsteiner              |
| 131-138 | IBA  | Illes Balears-Caisse d'Epargne |
| 141-148 | LAM  | Lampre-Caffita                 |
| 151-158 | LSW  | Liberty Seguros-Würth          |
| 161-168 | LIQ  | Liquigas-Bianchi               |
| 171-178 | NSM  | Naturino-Sapore di Mare        |
| 181-188 | PHO  | Phonak Hearing Systems         |
| 191-198 | RAB  | Rabobank                       |
| 201-208 | SDV  | Saunier Duval-Prodir           |
| 211-218 | CSC  | Team CSC                       |
| 221-228 | TMO  | T-Mobile Team                  |

## Dettagli delle tappe

### 1ª tappa
- 9 marzo: Civitavecchia > Civitavecchia - 160 km

Risultati
| Pos. | Corridore           | Squadra       | Tempo    |
| ---- | ------------------- | ------------- | -------- |
| 1    | Alessandro Petacchi | Fassa Bortolo | 4h25'35" |
| 2    | Bernhard Eisel      | F. des Jeux   | s.t.     |
| 3    | Robbie McEwen       | Davitamon     | s.t.     |

| Pos. | Corridore           | Squadra       | Tempo    |
| ---- | ------------------- | ------------- | -------- |
| 1    | Alessandro Petacchi | Fassa Bortolo | 4h25'25" |
| 2    | Bernhard Eisel      | F. des Jeux   | a 4"     |
| 3    | Robbie McEwen       | Davitamon     | a 6"     |

### 2ª tappa
- 10 marzo: Civitavecchia > Tivoli – 181 km

Risultati
| Pos. | Corridore        | Squadra       | Tempo    |
| ---- | ---------------- | ------------- | -------- |
| 1    | Óscar Freire     | Rabobank      | 4h45'36" |
| 2    | Ángel Vicioso    | Liberty Seg.  | s.t.     |
| 3    | Laurent Brochard | Bouygues Tél. | s.t.     |

| Pos. | Corridore           | Squadra       | Tempo    |
| ---- | ------------------- | ------------- | -------- |
| 1    | Óscar Freire        | Rabobank      | 9h11'01" |
| 2    | Alessandro Petacchi | Fassa Bortolo | s.t.     |
| 3    | Ángel Vicioso       | Liberty Seg.  | a 4"     |

### 3ª tappa
- 11 marzo: Tivoli > Torricella Sicura – 228 km

Risultati
| Pos. | Corridore        | Squadra       | Tempo    |
| ---- | ---------------- | ------------- | -------- |
| 1    | Óscar Freire     | Rabobank      | 5h52'07" |
| 2    | Laurent Brochard | Bouygues Tél. | s.t.     |
| 3    | Danilo Hondo     | Gerolsteiner  | s.t.     |

| Pos. | Corridore           | Squadra       | Tempo     |
| ---- | ------------------- | ------------- | --------- |
| 1    | Óscar Freire        | Rabobank      | 15h02'55" |
| 2    | Alessandro Petacchi | Fassa Bortolo | a 11"     |
| 3    | Laurent Brochard    | Bouygues Tél. | a 13"     |

### 4ª tappa
- 12 marzo: Teramo > Servigliano – 160 km

Risultati
| Pos. | Corridore      | Squadra      | Tempo    |
| ---- | -------------- | ------------ | -------- |
| 1    | Óscar Freire   | Rabobank     | 4h53'27" |
| 2    | Danilo Hondo   | Gerolsteiner | s.t.     |
| 3    | Fabrizio Guidi | Phonak       | s.t.     |

| Pos. | Corridore           | Squadra       | Tempo     |
| ---- | ------------------- | ------------- | --------- |
| 1    | Óscar Freire        | Rabobank      | 19h56'09" |
| 2    | Danilo Hondo        | Gerolsteiner  | a 23"     |
| 3    | Alessandro Petacchi | Fassa Bortolo | s.t.      |

### 5ª tappa
- 13 marzo: Saltara > Saltara – 170,4 km

Risultati
| Pos. | Corridore      | Squadra       | Tempo    |
| ---- | -------------- | ------------- | -------- |
| 1    | Servais Knaven | Quick Step    | 4h22'42" |
| 2    | Andrea Peron   | Team CSC      | a 17"    |
| 3    | Pavel Padrnos  | Discovery Ch. | s.t.     |

| Pos. | Corridore           | Squadra       | Tempo     |
| ---- | ------------------- | ------------- | --------- |
| 1    | Óscar Freire        | Rabobank      | 24h20'24" |
| 2    | Alessandro Petacchi | Fassa Bortolo | a 23"     |
| 3    | Danilo Hondo        | Gerolsteiner  | s.t.      |

### 6ª tappa
- 14 marzo: Civitanova Marche – 164 km

Risultati
| Pos. | Corridore           | Squadra       | Tempo    |
| ---- | ------------------- | ------------- | -------- |
| 1    | Alessandro Petacchi | Fassa Bortolo | 3h53'40" |
| 2    | Óscar Freire        | Rabobank      | s.t.     |
| 3    | Robbie McEwen       | Davitamon     | s.t.     |

| Pos. | Corridore           | Squadra       | Tempo     |
| ---- | ------------------- | ------------- | --------- |
| 1    | Óscar Freire        | Rabobank      | 28h13'57" |
| 2    | Alessandro Petacchi | Fassa Bortolo | a 19"     |
| 3    | Fabrizio Guidi      | Phonak        | a 30"     |

### 7ª tappa
- 15 marzo: San Benedetto del Tronto – 164 km

Risultati
| Pos. | Corridore           | Squadra       | Tempo    |
| ---- | ------------------- | ------------- | -------- |
| 1    | Alessandro Petacchi | Fassa Bortolo | 4h23'22" |
| 2    | Mario Cipollini     | Liquigas      | s.t.     |
| 3    | Danilo Hondo        | Gerolsteiner  | s.t.     |

| Pos. | Corridore           | Squadra       | Tempo     |
| ---- | ------------------- | ------------- | --------- |
| 1    | Óscar Freire        | Rabobank      | 32h37'19" |
| 2    | Alessandro Petacchi | Fassa Bortolo | a 9"      |
| 3    | Fabrizio Guidi      | Phonak        | a 25"     |

## Evoluzione delle classifiche
| Tappa              | Vincitore            | Classifica generale | Classifica scalatori | Classifica a punti  | Classifica a squadre      |
| ------------------ | -------------------- | ------------------- | -------------------- | ------------------- | ------------------------- |
| 1ª                 | Alessandro Petacchi  | Alessandro Petacchi | Karsten Kroon        | Alessandro Petacchi | ?                         |
| 2ª                 | Óscar Freire         | Óscar Freire        | Karsten Kroon        | Óscar Freire        | ?                         |
| 3ª                 | Óscar Freire         | Óscar Freire        | José Luis Carrasco   | Alessandro Petacchi | Gerolsteiner              |
| 4ª                 | Óscar Freire         | Óscar Freire        | José Luis Carrasco   | Óscar Freire        | Ceramica Panaria-Navigare |
| 5ª                 | Servais Knaven)      | Óscar Freire        | José Luis Carrasco   | Óscar Freire        | Ceramica Panaria-Navigare |
| 6ª                 | Alessandro Petacchi) | Óscar Freire        | José Luis Carrasco   | Óscar Freire        | Ceramica Panaria-Navigare |
| 7ª                 | Alessandro Petacchi  | Óscar Freire        | José Luis Carrasco   | Óscar Freire        | Ceramica Panaria-Navigare |
| Classifiche finali | Classifiche finali   | Óscar Freire        | José Luis Carrasco   | Óscar Freire        | Ceramica Panaria-Navigare |

## Classifiche finali

### Classifica generale
| Pos. | Corridore           | Squadra         | Tempo     |
| ---- | ------------------- | --------------- | --------- |
| 1    | Óscar Freire        | Rabobank        | 32h37'19" |
| 2    | Alessandro Petacchi | Fassa Bortolo   | a 9"      |
| 3    | Fabrizio Guidi      | Phonak          | a 25"     |
| 4    | Danilo Hondo        | Gerolsteiner    | s.t.      |
| 5    | Laurent Brochard    | Bouygues Tél.   | a 33"     |
| 6    | George Hincapie     | Discovery Ch.   | a 36"     |
| 7    | Ángel Vicioso       | Liberty Seg.    | a 37"     |
| 8    | Marcus Zberg        | Gerolsteiner    | a 40"     |
| 9    | Patrice Halgand     | Crédit Agricole | s.t.      |
| 10   | Andreas Klier       | T-Mobile        | a 42"     |

### Classifica a punti
| Pos. | Corridore           | Squadra       | Punti |
| ---- | ------------------- | ------------- | ----- |
| 1    | Óscar Freire        | Rabobank      | 67    |
| 2    | Alessandro Petacchi | Fassa Bortolo | 56    |
| 3    | Fabrizio Guidi      | Phonak        | 46    |
| 4    | Danilo Hondo        | Gerolsteiner  | 33    |
| 5    | George Hincapie     | Discovery Ch. | 22    |

### Classifica scalatori
| Pos. | Corridore          | Squadra       | Punti |
| ---- | ------------------ | ------------- | ----- |
| 1    | José Luis Carrasco | Illes Balears | 21    |
| 2    | Aleksandr Kolobnev | Rabobank      | 13    |
| 3    | Sérgio Paulinho    | Liberty Seg.  | 11    |
| 4    | Giuseppe Palumbo   | Acqua & Sap.  | 8     |
| 5    | Marco Pinotti      | Saunier Duval | 8     |

### Classifica a squadre
| Pos. | Squadra                            | Tempo     |
| ---- | ---------------------------------- | --------- |
| 1    | Ceramica Panaria-Navigare          | 97h54'06" |
| 2    | T-Mobile Team                      | s.t.      |
| 3    | Liberty Seguros-Würth Team         | a 9"      |
| 4    | Discovery Channel Pro Cycling Team | a 2'32"   |
| 5    | Fassa Bortolo                      | a 2'45"   |

## Punteggi UCI
| Pos.           | Corridore           | Squadra         | Punti |
| -------------- | ------------------- | --------------- | ----- |
| 1              | Óscar Freire        | Rabobank        | 53    |
| 2              | Alessandro Petacchi | Fassa Bortolo   | 43    |
| 3              | Fabrizio Guidi      | Phonak          | 35    |
| 4              | Danilo Hondo        | Gerolsteiner    | 30    |
| 5              | Laurent Brochard    | Bouygues Tél.   | 25    |
| 6              | George Hincapie     | Discovery Ch.   | 20    |
| 7              | Ángel Vicioso       | Liberty Seg.    | 15    |
| 8              | Marcus Zberg        | Gerolsteiner    | 10    |
| 9              | Patrice Halgand     | Crédit Agricole | 5     |
| 10             | Andreas Klier       | T-Mobile        | 1     |
| Servais Knaven | Quick Step          | 1               |       |

| Pos. | Squadra                          | Punti |
| ---- | -------------------------------- | ----- |
| 1    | T-Mobile Team                    | 19    |
| 2    | Liberty Seguros-Würth Team       | 18    |
| 3    | Discovery Channel                | 17    |
| 4    | Fassa Bortolo                    | 16    |
| 5    | Euskaltel-Euskadi                | 15    |
| 6    | Gerolsteiner                     | 14    |
| 7    | Rabobank                         | 13    |
| 8    | Domina Vacanze                   | 11    |
| 9    | Phonak Hearing Systems           | 10    |
| 10   | Crédit Agricole                  | 9     |
| 11   | Davitamon-Lotto                  | 8     |
| 12   | Cofidis, le Crédit par Téléphone | 7     |
| 13   | Quick Step                       | 6     |
| 14   | Saunier Duval-Prodir             | 4     |
| 15   | Illes Balears-Caisse d'Epargne   | 3     |
| 16   | Bouygues Télécom                 | 2     |
| 17   | La Française des Jeux            | 1     |